# 저스틴 숀펠드
저스틴 숀펠드(영어: Justin Schoenefeld, 1998년 8월 13일~)는 미국의 프리스타일 스키 선수로 주 종목은 에어리얼이다. 2022년 동계 올림픽 에어리얼 혼성 단체전 종목에서 금메달을 획득했으며 세계 선수권 대회에서 금메달 2개, 은메달 1개, 동메달 1개를 획득했다.